# The Cure
The Cure je britanski rock sastav koji je osnovan 1976. godine, u Crawley, West Sussex. Iako je bilo mnogo pokušaja da se sastav uvrsti u stil gothic rocka, zbog turobnih tekstova i izgleda frontmena i pjevača Roberta Smitha, sam Smith bi uvijek odbacivao pokušaj uvrštavanja pod bilo koji žanr.

## Članovi
- Robert Smith – vokal, gitara, klavijature (1976. – danas) - jedini član koji je u sastavu od samog početka
- Simon Gallup – bas-gitara, klavijature (1979. – 1982., 1985. – danas)
- Reeves Gabrels – gitara (2012. - danas)
- Roger O'Donnell – klavijature (1987. – 1990., 1995. – 2005., 2011. – danas)
- Jason Cooper – bubnjevi, (1995. – danas)

## Diskografija
- Three Imaginary Boys (1979.)
- Boys Don't Cry (1980.)
- Seventeen Seconds (1980.)
- Faith (1981.)
- Happily Ever After (1981.)
- Pornography (1982.)
- Japanese Whispers (1983.)
- The Top (1984.)
- Concert (1984.)
- The Head on the Door (1985.)
- Kiss Me, Kiss Me, Kiss Me (1987.)
- Disintegration (1989.)
- Entreat (1990.)
- Wish (1992.)
- Show (1993.)
- Wild Mood Swings (1996.)
- Bloodflowers (2000.)
- The Cure - Greatest Hits (2001.)
- Join the Dots: B-sides and Rarities, 1978-2001 (2004.)
- The Cure (2004.)
- 4:13 Dream (2008.)
- Songs of a Lost World (2024.)

## Vanjske poveznice
- Službena stranica grupe  Arhivirana inačica izvorne stranice od 29. listopada 2008. (Wayback Machine)